# Fumone
Fumone település Olaszországban, Lazio régióban, Frosinone megyében. Lakosainak száma 1965 fő (2023. január 1.). Fumone Alatri, Anagni, Ferentino és Trivigliano községekkel határos.

## Népesség
A település lakossága az elmúlt években az alábbi módon változott:
| Lakosok száma | 2101 | 2081 | 1965 |
|               | 2017 | 2018 | 2023 |